# 比利·道
比利·道（英語：Billie Dawe，1924年6月8日—2013年5月20日），加拿大前男子冰球运动员，场上位置是前锋。他曾代表加拿大参加1952年冬季奥林匹克运动会冰球比赛，获得一枚金牌。